# Deputy (Indiana)
 (juillet 2025).
Deputy est une census-designated place située dans le comté de Jefferson, dans l’État de l'Indiana, aux États-Unis. Lors du recensement de 2020, elle compte 86 habitants.